# شاه نقش

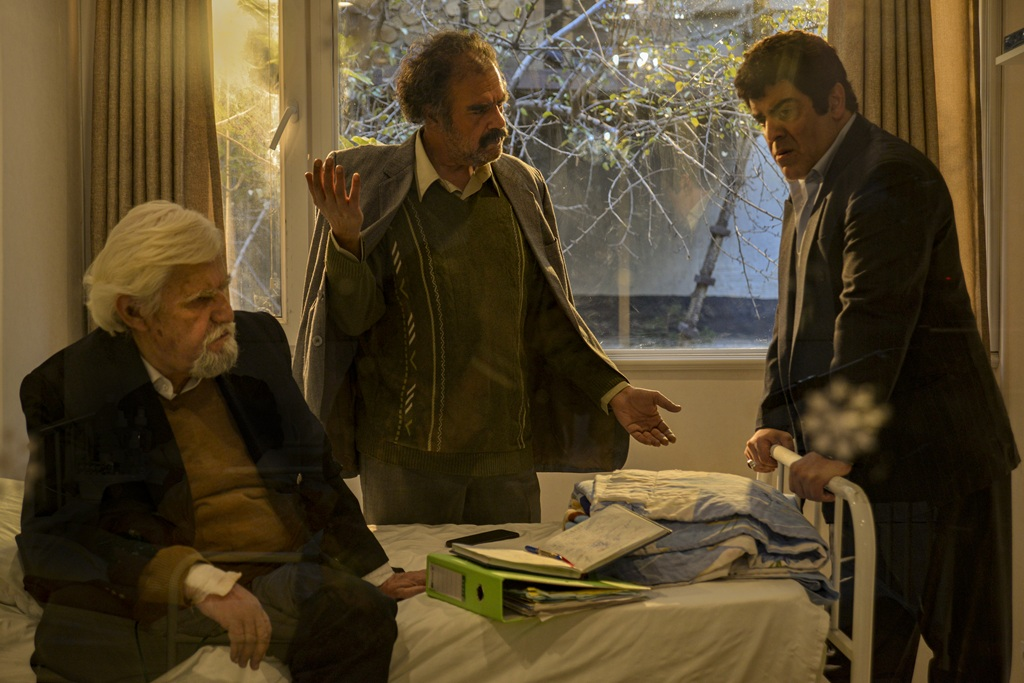
عنایت بخشی، هومن برق
نورد و بهرنگ علوی در شاه نقش

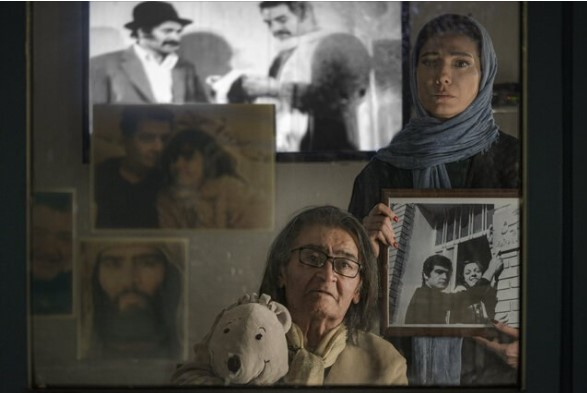
رضا رویگری و مینا وحید در شاه نقش

شاه نقش فیلمی ایرانی به کارگردانی شاهد احمدلو و تهیه‌کنندگی علی قائم‌مقامی محصول سال ۱۴۰۳ است. 
شاه نقش در بخش سودای سیمرغ چهل و سومین دوره جشنواره فیلم فجر حضور یافت و در بخش بهترین بازیگر نقش مکمل مرد با بازی عنایت بخشی برنده دیپلم افتخار جشنواره شد.

## بازیگران
- بهرنگ علوی
- هومن برق نورد
- پژمان بازغی
- مینا وحید
- محمد متوسلانی
- شهرام قائدی
- عنایت بخشی
- رضا رویگری
- نسیم ادبی
- سیروس میمنت
- مهدی میامی
- شهین تسلیمی
- پوریا میاندهی
- مجید علیزاده
- مژگان صابری

## داستان فیلم
شهاب و ناصر در انتخابات انجمن هنروان سینما کاندید می شوند. هر کدام سعی می‌کنند در انتخابات برنده شوند...